# 都農町立都農南小学校
都農町立都農南小学校（つのちょうりつ つのみなみしょうがっこう）は、宮崎県児湯郡都農町大字川北にある公立の小学校である。

## 概要
歴史
1946年（昭和21年）に都農町都農国民学校から分離する形で新設された。現校名となったのは翌1947年（昭和22年）。2026年（令和8年）には創立80周年を迎える。
校訓
「工夫・忍耐・友愛」
教育目標
「知・徳・体、調和のとれた人間性豊かな実践力のある児童の育成」
校章
中央に「南」の文字を配している。
校歌
1957年（昭和32年）制定。作詞は長嶺宏、作曲は海老原直による。歌詞は3番まであり、各番の歌詞中に校名の「都農南」が登場する。
通学区域
都農町のうち、「篠別府、名貫、松原、三日月原、春の山団地、新今別府、新田、分子村、福原尾、駅前、下浜、朝草、荒崎、立野、轟、細、水洗」。中学校区は都農町立都農中学校。

## 沿革
- 1946年（昭和21年）10月1日 - 都農町都農国民学校から分離の上、「都農南国民学校」が新設される。同時に尾鈴分校と轟分校が移管される。
- 1947年（昭和22年）4月1日 - 学制改革（六・三制の実施）により、新制小学校「都農町立都農南小学校」（現校名）に改称。
- 1948年（昭和23年）4月 - 父母と先生の会が発足。
- 1956年（昭和31年）12月 - 給食室が完成。
- 1957年（昭和32年）10月1日 - 校歌を制定。
- 1958年（昭和33年）1月1日 - 校旗および校章を制定。
- 1959年（昭和34年）3月31日 - 尾鈴分校を廃止。在校生4名は轟分校に転入。
- 1964年（昭和39年）1月 - 体育館が完成。
- 1966年（昭和41年）
  - 1月 - 本館1号棟を改築の上、鉄筋コンクリート造2階建て校舎（10教室）が完成。
  - 3月 - プールが完成。
- 1972年（昭和47年）10月 - 交通安全教育センターを設置。
- 1978年（昭和53年）3月 - 第3棟特別教室が完成。
- 1984年（昭和59年）2月 - 増築校舎（6教室）が完成。
- 1985年（昭和60年）3月31日 - 轟分校を廃止。
- 1992年（平成4年）8月 -  管理棟の大規模改造工事が完了。
- 1996年（平成8年）11月16日 - 創立50周年記念式典を挙行。
- 1999年（平成11年）3月 - 新体育館が完成。
- 2003年（平成15年）3月 - プールの改築工事が完了。
- 2024年（令和6年）2月 - 中庭が完成。

## 交通
最寄りの鉄道駅
JR日豊本線 都農駅より1.8km（車6分、徒歩23分）
最寄りのバス停
宮崎交通バス 「南小学校前」バス停より210m（徒歩3分）
都農町地域福祉バス 「春の山団地」バス停より75m（徒歩1分）
最寄りの幹線道路
国道10号 「都農町名貫」交差点

## 周辺
- 都農町役場
- 都農町民体育館
- 旧・宮崎県立都農高等学校（2021年（令和3年）3月末閉校）